# ミ・テレフェリコ
ミ・テレフェリコ（西: Mi Teleférico）は、ボリビアの国営企業「Mi Teleférico State Cable Transport Company」がラパス市内およびその近郊都市のエル・アルトで運営する都市ロープウェイ路線網である。2014年に最初の路線が開業、2019年3月までに10路線・合計30.2キロメートルが開業しており、都市交通のロープウェイとしては世界最長の路線網を持つ。

## 歴史
両都市を合わせると100万人を超える人口を持つラパス都市圏は、アンデス山脈中の谷にあるラパスは標高3,600メートル以上、その西側の山すそにあるエル・アルトは標高4,100メートルの超高地にあり、さらに同じ都市内でも高低差が大きいため、移動が不便である上に地下鉄などの都市交通建設も困難だった。従来あった公共交通機関は貧弱なバスおよびミニバスの路線網のみで、慢性的な交通渋滞も地域の課題となっていた。その抜本改善策としてロープウェイの整備計画が1970年代からたびたび提言されていたが、ミニバス運転手の生活や住民プライバシーの保護などを理由にその都度棚上げされてきた。
2012年7月、ボリビア大統領のエボ・モラレスは2都市間のロープウェイ整備計画を議会に送った。大統領は両市長やこの地域を含むラパス県の責任者に同計画への協力を求め、ボリビア中央銀行の保証を受けた国費により、第1期の3路線が総工費は2億3,400万ドルで建設される事になった。手掛けたのはオーストリアとスイスに本社を持つ世界最大の索道メーカー、ドッペルマイヤー・ガラベンタ・グループである。路線網はスペイン語で「私のロープウェイ」を意味する「ミ・テレフェリコ」と名付けられた。
第1期
2014年5月30日に、最初の路線であるLínea Roja（赤色線）が開業した。この路線はラパス中心部とエル・アルト東部に設けられた駅の間の2.4キロメートルを途中駅1つで結び、従来自動車で30分以上かかっていた所要時間を10分と大幅に短縮した。次いで9月にLínea Amarilla（黄色線）、12月にLínea Verde（緑色線）が開業、第1期の3路線・合計10.0キロメートルが全通した。この時点で既に「世界最長の都市ロープウェイ路線網」であった。
この整備効果は大きく、慢性的な交通渋滞に悩まされてきた都市内および都市間の通勤や移動を円滑化し、同時に「アンデス山脈を望める世界最高地点の都市ロープウェイ」としてボリビアの新たな観光名所ともなった。これを受けて2015年、モラレス大統領の指示により2期線として新たに8路線の整備が決定された。
第2期
2017年以降は2期線の開業が続き、2019年3月10日に Línea Plateada（銀色線）が開業したことにより、6路線でラパス市内を循環するルートが完成した。第2期8路線のうち7路線は2019年3月までに開業し、第1期と合わせた路線網は10路線、合計30.2キロメートルに達した。しかし同年11月にモラレス大統領が辞任・亡命、さらにコロナ禍も発生し、当初2020年開業予定とされていたLínea Café（茶色線）の延伸区間と Línea Dorada（金色線）の1期目の区間は2023年現在で開業に至っていない。2期線が全線完成した時の路線延長は33.8キロメートルの予定である。

## 路線
各路線のゴンドラの最大定員は10人で、1時間当たり各路線片道3,000人（一部は4,000人ないし2,000人）の輸送能力がある。2014年の1期線3路線開業時には1日あたりの全線輸送人員が8 - 9万人とされ、総延長で1期線の2倍を超える2期線着工への根拠となった。

### 路線一覧
| 線名 （日本語）           | 区間（スペイン語駅名）                     | キロ数 | 所要時間 | 駅数 | ゴンドラ数 | 片道輸送力 （人/時間） | 平均秒速 | 支柱数 | 開業年月日                       |
| ------------------------- | ------------------------------------------ | ------ | -------- | ---- | ---------- | ---------------------- | -------- | ------ | -------------------------------- |
| Línea Roja （赤色線）     | Estación Central – 16 de Julio             | 2.4km  | 10分     | 3    | 109        | 3,000                  | 5 m/s    | 19     | 2014/05/30                       |
| Línea Amarilla （黄色線） | Del Libertador – Mirador                   | 3.9km  | 13.5分   | 4    | 169        | 3,000                  | 5 m/s    | 31     | 2014/09/15                       |
| Línea Verde （緑色線）    | Irpavi – Del Libertador                    | 3.7km  | 16.6分   | 4    | 165        | 3,000                  | 5 m/s    | 27     | 2014/12/04                       |
| Línea Azul （青色線）     | 16 de Julio – Rio Seco                     | 4.7km  | 17分     | 5    | 208        | 3,000                  | 5 m/s    | 38     | 2017/05/03                       |
| Línea Naranja （橙色線）  | Estación Central – Héroes de la Revolución | 2.6km  | 10分     | 4    | 127        | 3,000                  | 5 m/s    | 26     | 2017/09/29                       |
| Línea Blanca （白色線）   | Héroes de la Revolución – Avenida Poeta    | 2.9km  | 13.1分   | 4    | 131        | 3,000                  | 5 m/s    | 26     | 2018/05/24                       |
| Línea Celeste （水色線）  | Camacho – Del Libertador                   | 2.6km  | 11.8分   | 4    | 155        | 4,000                  | 6 m/s    | 26     | 1期：2018/05/24 全線：2018/07/14 |
| Línea Morada （紫色線）   | Avenida 6 de Marzo – Edificio Correos      | 4.3km  | 16.2分   | 3    | 190        | 4,000                  | 6 m/s    | 34     | 2018/09/28                       |
| Línea Café （茶色線）     | Monumento a Busch – Las Villas             | 0.7km  | 3.8分    | 2    | 27         | 2000                   | 5 m/s    | 7      | 2018/12/20                       |
| Línea Café （茶色線）     | 未開業：Las Villas - Pampahasi             | 1.4km  |          |      |            |                        |          |        | 未定                             |
| Línea Plateada （銀色線） | 16 de Julio – Mirador                      | 2.6km  | 11.7分   | 3    | 117        | 3,000                  | 5 m/s    | 21     | 2019/03/09                       |
| Línea Dorada （金色線）   | 未開業（1期）：Irpavi – UMSA               | 2.2km  | 7.6分    | 3    | 106        | 3,000                  | 5 m/s    |        | 未定                             |
| Línea Dorada （金色線）   | 未開業（延伸部）：UMSA - Chasquipampa      |        |          |      |            |                        |          |        | 未定                             |

平均秒速5メートルは時速換算で18.0キロメートル、平均秒速6メートルは同21.6キロメートル。